# Platinum (Sony)
Platinum é uma linha criada pela Sony dos jogos mais vendidos nas regiões PAL (Europa, Australia, Nova Zelândia, África e Índia) nos consoles PlayStation 3, PlayStation 2, PlayStation e PSP. Essa linha é assimilar com o do mercado norte americano (Greatest Hits) e japonês (The Best).